# Yūsuke Satō
Yūsuke Satō (jap. 佐藤 悠介, Satō Yūsuke; * 2. November 1977 in der Präfektur Saitama) ist ein ehemaliger japanischer Fußballspieler.

## Karriere
Satō erlernte das Fußballspielen in der Schulmannschaft der Omiya Higashi High School. Seinen ersten Vertrag unterschrieb er 1996 bei den Nagoya Grampus Eight. Der Verein spielte in der höchsten Liga des Landes, der J1 League. 1998 wechselte er zum Ligakonkurrenten Vissel Kobe. Für den Verein absolvierte er vier Erstligaspiele. 2000 wechselte er zum Zweitligisten Omiya Ardija. Für den Verein absolvierte er 11 Spiele. 2001 wechselte er zum Ligakonkurrenten Montedio Yamagata. Für den Verein absolvierte er 80 Spiele. 2003 wechselte er zum Erstligisten Cerezo Osaka. Für den Verein absolvierte er 31 Erstligaspiele. 2005 wechselte er zum Zweitligisten Shonan Bellmare. Für den Verein absolvierte er 85 Spiele. 2007 wechselte er zum Ligakonkurrenten Tokyo Verdy. Für den Verein absolvierte er 27 Spiele. 2008 wechselte er zum Drittligisten Tochigi SC. 2008 wurde er mit dem Verein Vizemeister der Japan Football League und stieg in die J2 League auf. Ende 2010 beendete er seine Karriere als Fußballspieler.

## Erfolge
Nagoya Grampus Eight
- J1 League

Vizemeister: 1996
Cerezo Osaka
- Kaiserpokal

Finalist: 2003